# Olmeto
Olmeto (in corso Ulmetu) è un comune francese di 1 254 abitanti situato nel dipartimento della Corsica del Sud nella regione della Corsica.

## Società

### Evoluzione demografica
Abitanti censiti